# 戸部淑
戸部 淑（とべ すなほ、1972年11月16日 - ）は、フリーのイラストレーター。女性。
友人の紹介によりゲーム会社のコンパイルに入社する。ディスクステーション収録のゲーム『あっぷるそーす あのコと夏祭り』『フロートランドのおとぎばなし』などを手がける。このほか、会誌「コンパイルクラブ」に多数のイラスト、漫画を載せていた。
コンパイル退社後フリーに転向。ライトノベルの挿絵を経て、ゲームのキャラクターデザイン、キャラクターイラストなどで活躍。

## 主な作品

### ゲーム
- 電撃PlayStation 扉絵、付録電撃4コマ表紙イラスト
- ぷよぷよ〜ん キャラ原画・CGなど
- チョコレート♪キッス キャラデザイン・原画イラスト
- リーヴェルファンタジア〜マリエルと妖精物語〜 キャラデザイン・イラスト
- きょうのわんこ （PS2ゲーム） キャラデザイン・イラスト
- Riviera 〜約束の地リヴィエラ〜（GBA版 & PSP版） キャラクターイラスト
- ユグドラ・ユニオン（GBA版 & PSP版） カードイラスト
- ナイツ・イン・ザ・ナイトメア キャラクターイラスト
- クロスゲート パワーアップキット2 〜楽園の卵〜 キャラクターデザイン
- クロスゲート パワーアップキット3 〜天界の騎士と星詠の歌姫〜 キャラクターデザイン
- コンチェルトゲート キャラクターデザイン
- サモンナイト ツインエイジ 〜精霊たちの共鳴〜 キャラクターデザイン
- アルトネリコ SDキャライラスト
- エクシズ・フォルス キャラクターイラスト
- It's NEW FRONTIER キャラクターデザイン
- 神撃のバハムート　カードイラスト
- アンチェインブレイズ レクス（マリー）
- 魔導物語 フィアと不思議な学校（メインキャラクターデザイン）

### 文庫・書籍挿絵
- 清松みゆき『許されし偽り 〜ソード・ワールド短編集〜』（2001年6月、富士見ファンタジア文庫）
- 冴木忍『遊々パラダイス』（2001年2月 - 2002年3月、角川スニーカー文庫、既刊2巻）
- 野村美月『フォーマイダーリン! 月夜は無邪気に竜退治』（2002年3月、ファミ通文庫）
- 深沢美潮『デュアン・サークII』（2002年10月 - 2011年3月、電撃文庫、全15巻）
- 羽田奈緒子『世界最大のこびと』（2004年8月 - 2004年11月、MF文庫J、既刊2巻）
- 久保田香里『青き竜の伝説』（2005年4月、岩崎書店）
- 浜崎達也『絶対少年』（2005年8月 - 2005年12月、電撃文庫、全2巻）
- 小河正岳『お留守バンシー』（2006年2月 - 2007年2月、電撃文庫、全4巻）
- 池田美代子『妖界ナビ・ルナII』（2007年9月 - 2008年3月、フォア文庫、全2巻）
- 渡辺仙州『Dragon Battlers 闘竜伝』（2006年10月 - 2015年1月、ポプラポケット文庫 / ポプラ社、全5巻） - 第4巻以降
- 鳥羽徹『オルキヌス 稲朽深弦の調停生活』（2009年4月 - 2010年3月、GA文庫、全4巻）
- 池田美代子『新 妖界ナビ・ルナ』（2009年6月 - 2015年1月、講談社青い鳥文庫、全11巻）
- 田中ロミオ『人類は衰退しました』（2011年5月[3] - 2016年9月ガガガ文庫、全11巻）- 新装版第1-6巻、第7巻以降
- 手代木正太郎『柳生浪句剣』（2012年6月、講談社BOX）
- 秋田みやび『ソード・ワールド2.0リプレイ 七剣刃クロニクル』（2012年11月 - 2014年4月、富士見ドラゴンブック、全5巻）
- 野﨑まど『なにかのご縁』（2013年4月 - 2014年4月、メディアワークス文庫、既刊2巻）
- タニヤ・シュテーブナー（作）、中村智子（訳）『フローラとパウラと妖精の森』（2014年2月 - 2014年11月、学研教育出版、全3巻）
- ジョーン・G・ロビンソン（作）、越前敏弥（訳）、ないとうふみこ（訳）『新訳 思い出のマーニー』（2014年4月、角川つばさ文庫）
- 伊佐良紫築『うみまち鉄道運行記 サンミア市のやさしい鉄道員たち』（2014年11月、富士見L文庫）
- 岩船晶『ポーション、わが身を助ける』（2015年4月 - 、ヒーロー文庫、既刊10巻）
- マルギット・アウアー（作）、中村智子（訳）『コーンフィールド先生とふしぎな動物の学校』（2015年4月 - 2016年11月、学研教育出版、全5巻）
- 田口仙年堂『レンタル武器屋アリーチェ』（2015年9月 - 2016年1月、角川スニーカー文庫、全2巻）
- 守野伊音『神様は少々私に手厳しい』（2017年4月 - 2020年6月、プライムノベルス・ヒーロー文庫、全7巻）
- 池田美代子『妖界ナビ・ルナ』（2017年2月 - 2019年5月、講談社青い鳥文庫、全9巻）
- 宮沢賢治（原作）、芝田勝茂（文）、加藤康子（監修）『10歳までに読みたい日本名作1 銀河鉄道の夜』（2017年4月、学研教育出版）
- 船橋由高『ようこそ! ジョナサン異世界ダンジョン地下1階店へ』（2017年6月 - 2018年3月、講談社ラノベ文庫、全2巻）
- 小鳥屋エム『魔法使いで引きこもり？』（2018年2月 - 、ファミ通文庫、既刊15巻）
- ひつじのはね『もふもふを知らなかったら人生の半分は無駄にしていた』（2019年7月 - 、ツギクルブックス、既刊18巻）
- 池田美代子『エンマ先生の怪談帳』（2019年10月 - 2020年2月、講談社青い鳥文庫、既刊2巻）
- 彩戸ゆめ『異世界でゆるっとふわっとアトリエ生活 メイともふもふの箱庭』（2020年7月、ドラゴンノベルス、既刊1巻）
- 磯風『カリグラファーの美文字異世界生活 〜コレクションと文字魔法で日常生活無双?〜』（2023年8月、MFブックス、既刊1巻）
- 小鳥屋エム『魔法使いと愉快な仲間たち 〜モフモフから始めるリア充への道〜』（2023年10月、ファミ通文庫、既刊1巻）
- ありぽん『穢れを祓って、もふもふと幸せ生活』（2023年12月、アース・スター ルナ、既刊2巻）
- 小鳥屋エム『小鳥ライダーは都会で暮らしたい』（2024年4月、ツギクルブックス、既刊1巻）
- はにかえむ『祝福されたテイマーは優しい夢をみる〜ひとりぼっちのぼくが、大切な家族と友達と幸せを見つけるもふもふ異世界物語〜』（2024年7月 - 、アース・スターノベル、既刊2巻）
- 有木苫占『ぼくの異世界生活はどうにも前途多難です。』（2024年8月 - 、GAノベル、既刊2巻）

#### その他
- 水沢夢『俺、ツインテールになります。 8 イラスト集付き限定特装版』（ガガガ文庫） イラスト
- 得能正太郎『NEW GAME! アンソロジーコミック 1』（まんがタイムKRコミックス） イラスト
- 石崎洋司『6年1組 黒魔女さんが通る!! 04 呪いの七夕姫!』（講談社青い鳥文庫） 第3話挿絵
- 愛七ひろ『デスマーチからはじまる異世界狂想曲 Ex』（カドカワBOOKS） イラスト
- 香月美夜『本好きの下剋上〜司書になるためには手段を選んでいられません〜 公式コミックアンソロジー 3』（TOブックス） イラスト
- 渡航『やはり俺の青春ラブコメはまちがっている。 アンソロジー 2 オンパレード』（ガガガ文庫） イラスト、挿絵

### 漫画
- 原作：岩船晶『ポーション、わが身を助ける』（ヒーローコミックス）

### アニメ
- 『絶対少年』オリジナルキャラクターデザイン
- 『ささみさん@がんばらない』第3話エンドカード
- 『ろんぐらいだぁす!』第2話エンドカード
- 『本好きの下剋上 司書になるためには手段を選んでいられません』第14話エンドカード

### 画集
- GA mini collection of paintings Vol.001 Illustration 戸部淑（Softbank、2001年）